# Aphanognathus hiekei
Aphanognathus hiekei es una especie de coleóptero de la familia Lucanidae.

## Distribución geográfica
Habita en Luzón (Filipinas).